# Чемпіонат України із шахів 2023 (жінки)
82-й чемпіонат України із шахів серед жінок, що проходив з 8 по 17 грудня 2023 року в Полтаві.
Турнір 2023 року був найслабшим в історії проведення чемпіонатів України із шахів серед жінок починаючи з 1935 року. Серед учасниць турніру були лише дві шахістки з п'ятдесяти найкращих в Україні. Рейтинг-лист турніру очолили 27-й та 38-й номери рейтингу шахісток України відповідно Маріца Цирульник та Дар'я Бондар.
Тому за відсутності найсильніших шахісток України переможницею стала фаворитка турніру 32-річна представниця Дніпра Маріца Цирульник.

## Регламент турніру
Головний суддя турніру, міжнародний арбітр  — Руслан Хамзін (Миколаїв).
Змагання проходять за швейцарською системою у 9 турів.

### Розклад змагань
| - церемонія відкриття турніру та жеребкування — 9 грудня (субота) - 1 тур — 9 грудня (субота), 15:00 - 2 тур — 10 грудня (неділя), 15:00 - 3 тур — 11 грудня (понеділок), 15:00 - 4 тур — 12 грудня (вівторок), 15:00 - 5 тур — 13 грудня (середа), 15:00 | - 6 тур — 14 грудня (четвер), 15:00 - 7 тур — 15 грудня (п'ятниця), 15:00 - 8 тур — 16 грудня (субота), 15:00 - 9 тур — 17 грудня (неділя), 10:00 - церемонія закриття турніру — 17 грудня (неділя), 16:00 |

### Контроль часу
- 90 хвилин на перші 40 ходів плюс 30 хвилин до закінчення партії кожному учаснику з додаванням 30 секунд за кожен зроблений хід, починаючи з першого. Дозволений час спізнення на партію — 30 хвилин з початку туру.

### Критерії розподілу місць
Місця учасників визначаються за найбільшою сумою набраних очок. У разі рівності кількості очок у двох та більше шахістів місця у змаганнях визначаються за такими додатковими показниками (у поряду пріоритету):
- 1. Скорочений коефіцієнт Бухгольця 1 (без одного найгіршого результату);
- 2. Скорочений коефіцієнт Бухгольця 2 (без двох найгірших результатів);
- 3. Скорочений коефіцієнт Бухгольця 3 (без трьох найгірших результатів);
- 4. За кількістю перемог;
- 5. За найкращим результатом у групі з однаковою кількістю очок, за умови, що всі учасники розподілу місць грали між собою (тільки для визначення призерів);
- 6. За результатами додаткових матчів (турнірів) з чотирьох партій з контролем 3 хвилини до закінчення партії кожному учаснику з додаванням 2 секунд за кожний зроблений хід, починаючи з першого (тільки визначення переможця та призерів, за рахунку 2-2 — до першої перемоги).

### Склад учасниць
Нижче наведено склад учасниць чемпіонату та їхні позиції в рейтингу шахісток України у грудні 2023 року:
| - Маріца Цирульник (Дніпро, 2062) — 27-ме в Україні - Дар'я Бондар (Хмельницький , 1980) — 38 - Наталя Мироненко (Полтава, 1821) — 53 - Юліана Мінаєва (Дніпро, 1770) — 61 - Ксенія Баглай (Київ, 1710) — 72 - Аліна Лянгузова(Київ, 1671) — 79 - Світлана Гончар (Одеса, 1613) — 90 | - Софія Дегтярьова (Харків, 1598) — 93 - Єлізавета Шарова (Харків, 1596) — 94 - Єлизавета Дворецька (Харків, 1491) — 118 - Інга Аблогіна (Київ, 1398) — 131 - Марія Терлецька (Одеса, 1366) — 141 - Ніка Завезіон (Одеса, 1365) — 142 - Поліна Тугай (Харків, 1286) — ? |

## Турнірна таблиця
| Місце  | Учасник             | Область      | Вік | Рейтинг |  | + | = | − | Очки | Дод1 | Дод2 | Рейтинг +/- |
| ------ | ------------------- | ------------ | --- | ------- |  | - | - | - | ---- | ---- | ---- | ----------- |
| Gold   | Маріца Цирульник    | Дніпро       | 32  | 2062    |  | 7 | 2 | 0 | 8    | 41,0 | 37,0 | + 3,2       |
| Silver | Дар'я Бондар        | Хмельницький | 16  | 1980    |  | 7 | 1 | 1 | 7½   | 40,5 | 37,0 | + 5,6       |
| Bronze | Юліана Мінаєва      | Дніпро       | 17  | 1770    |  | 5 | 3 | 1 | 6½   | 40,0 | 37,0 | + 19,6      |
| 4      | Ксенія Баглай       | Київ         | 59  | 1710    |  | 4 | 2 | 3 | 5    | 42,0 | 38,5 | - 8,8       |
| 5      | Софія Дегтярьова    | Харків       | 18  | 1598    |  | 4 | 2 | 3 | 5    | 38,0 | 37,0 | + 36,0      |
| 6      | Світлана Гончар     | Одеса        | 57  | 1613    |  | 3 | 3 | 3 | 4½   | 39,5 | 36,5 | - 1,4       |
| 7      | Наталя Мироненко    | Полтава      | 39  | 1821    |  | 3 | 3 | 3 | 4½   | 36,0 | 33,0 | - 48,2      |
| 8      | Єлизавета Дворецька | Харків       | 16  | 1491    |  | 2 | 4 | 3 | 4    | 44,0 | 40,5 | + 39,2      |
| 9      | Єлізавета Шарова    | Харків       | 15  | 1596    |  | 4 | 0 | 5 | 4    | 42,5 | 40,0 | + 23,5      |
| 10     | Марія Терлецька     | Одеса        | 14  | 1366    |  | 4 | 0 | 5 | 4    | 31,0 | 28,5 | + 55,2      |
| 11     | Поліна Тугай        | Харків       | 13  | 1286    |  | 1 | 5 | 3 | 3½   | 41,0 | 37,0 | + 80,0      |
| 12     | Аліна Лянгузова     | Київ         | 24  | 1671    |  | 2 | 2 | 5 | 3    | 39,0 | 36,0 | - 45,8      |
| 13     | Ніка Завезіон       | Одеса        | 14  | 1365    |  | 2 | 2 | 5 | 3    | 34,5 | 32,0 | + 17,2      |
| 14     | Інга Аблогіна       | Київ         | 31  | 1398    |  | 0 | 1 | 8 | ½    | 35,5 | 32,5 | - 34,2      |